# ساباديل
بلدية ساباديل (بالكاتالانية: Sabadell) هي إحدى بلديات مقاطعة برشلونة، والتي تقع في منطقة كاتالونيا، شرق إسبانيا.
يبلغ عدد سكانها 201.712 نسمة وفقاً لإحصائية سنة (2007).

## المناخ
يظهر الجدول التالي التغييرات المناخية على مدار السنة لساباديل:
| البيانات المناخية لـساباديل                           | البيانات المناخية لـساباديل | البيانات المناخية لـساباديل | البيانات المناخية لـساباديل | البيانات المناخية لـساباديل | البيانات المناخية لـساباديل | البيانات المناخية لـساباديل | البيانات المناخية لـساباديل | البيانات المناخية لـساباديل | البيانات المناخية لـساباديل | البيانات المناخية لـساباديل | البيانات المناخية لـساباديل | البيانات المناخية لـساباديل | البيانات المناخية لـساباديل |
| الشهر                                                 | يناير                       | فبراير                      | مارس                        | أبريل                       | مايو                        | يونيو                       | يوليو                       | أغسطس                       | سبتمبر                      | أكتوبر                      | نوفمبر                      | ديسمبر                      | المعدل السنوي               |
| ----------------------------------------------------- | --------------------------- | --------------------------- | --------------------------- | --------------------------- | --------------------------- | --------------------------- | --------------------------- | --------------------------- | --------------------------- | --------------------------- | --------------------------- | --------------------------- | --------------------------- |
| متوسط درجة الحرارة الكبرى °م (°ف)                     | 11.2 (52.2)                 | 12.2 (54.0)                 | 14.4 (57.9)                 | 17.6 (63.7)                 | 20.8 (69.4)                 | 24.3 (75.7)                 | 27.6 (81.7)                 | 27.1 (80.8)                 | 24.0 (75.2)                 | 19.3 (66.7)                 | 14.7 (58.5)                 | 11.9 (53.4)                 | 18.8 (65.8)                 |
| المتوسط اليومي °م (°ف)                                | 8.0 (46.4)                  | 8.9 (48.0)                  | 10.9 (51.6)                 | 12.9 (55.2)                 | 16.3 (61.3)                 | 20.2 (68.4)                 | 23.0 (73.4)                 | 23.1 (73.6)                 | 20.4 (68.7)                 | 15.9 (60.6)                 | 11.6 (52.9)                 | 8.6 (47.5)                  | 15.0 (59.0)                 |
| متوسط درجة الحرارة الصغرى °م (°ف)                     | 3.8 (38.8)                  | 4.5 (40.1)                  | 7.2 (45.0)                  | 8.9 (48.0)                  | 12.2 (54.0)                 | 16.2 (61.2)                 | 19.0 (66.2)                 | 19.2 (66.6)                 | 16.9 (62.4)                 | 12.6 (54.7)                 | 8.5 (47.3)                  | 4.3 (39.7)                  | 11.1 (52.0)                 |
| المصدر: Sistema de Clasificación Bioclimática Mundial |                             |                             |                             |                             |                             |                             |                             |                             |                             |                             |                             |                             |                             |

## توأمة
لساباديل اتفاقيات توأمة مع كل من:
- العركوب (14 مايو 1989 - )[15]
- ماتاغلبا (1989 - )[16]
- سراييفو (1995 - )[15]

## أعلام
- سيرجيو بوسكيتس
- مارك جينيه
- اميليو فيدال
- أوليغر
- داني بيدروسا
- جوردي ماسيب